# Composition du Congrès des députés par législature
Cet article liste la composition du Congrès des députés, chambre basse des Cortes Generales, du Royaume d'Espagne depuis les premières élections démocratiques, le 15 juin 1977, et la composition de son Bureau.

## Législature constituante
Élections le : 15 juin 1977
| Groupe | Groupe                         | Partis représentés | Composition initiale | Composition finale |
| ------ | ------------------------------ | --- | -------------------- | ------------------ |
|        | Union du centre démocratique   | Union du centre démocratique Candidature indépendante du centre | 166                  | 157                |
|        | Socialiste du Congrès          | Parti socialiste ouvrier espagnol | 103                  | 106                |
|        | Minorités catalanes et basques | Pacte démocratique pour la Catalogne Gauche de Catalogne Union du centre et de la démocratie chrétienne de Catalogne Parti nationaliste basque                                                                                        | 22                   | 0                  |
|        | Communiste                     | Parti communiste d'Espagne Parti socialiste unifié catalan | 20                   | 20                 |
|        | Alliance populaire             | Alliance populaire | 16                   | 16                 |
|        | Socialistes catalans           | Parti des socialistes de Catalogne | 15                   | 18                 |
|        | Minorité catalane              | Pacte démocratique pour la Catalogne Gauche de Catalogne Union du centre et de la démocratie chrétienne de Catalogne | 13                   | 9                  |
|        | Basque                         | Parti nationaliste basque | 8                    | 8                  |
|        | Mixte                          | Pacte démocratique pour la Catalogne Unité socialiste Candidature aragonaise indépendante du centre Union du centre et de la démocratie chrétienne de Catalogne Gauche basque Parti socialiste populaire Union du centre démocratique | 9                    | 15                 |

| Poste                    | Titulaire | Titulaire                            | Parti |
| ------------------------ | --------- | ------------------------------------ | ----- |
| Président                |           | Fernando Álvarez de Miranda y Torres | UCD   |
| Premier vice-président   |           | Luis Gómez Llorente                  | PSOE  |
| Deuxième vice-président  |           | Jesús Esperabé                       | UCD   |
| Troisième vice-président |           | María Victoria Fernández España      | AP    |
| Quatrième vice-président |           | Ignacio Gallego Bezarres             | PCE   |
| Premier secrétaire       |           | José Luis Ruiz-Navarro               | UCD   |
| Deuxième secrétaire      |           | Francisco Soler Valero               | UCD   |
| Troisième secrétaire     |           | Pablo Castellano Cardalliaguet       | PSOE  |
| Quatrième secrétaire     |           | Rafael Escudero                      | PSOE  |

## Irelégislature
Élections le : 1er mars 1979
| Groupe | Groupe                   | Partis représentés | Composition initiale | Composition finale |
| ------ | ------------------------ | --- | -------------------- | ------------------ |
|        | Centriste                | Union du centre démocratique | 169                  | 150                |
|        | Socialiste du Congrès    | Parti socialiste ouvrier espagnol | 98                   | 94                 |
|        | Communiste               | Parti communiste d'Espagne | 23                   | 20                 |
|        | Socialistes de Catalogne | Parti des socialistes de Catalogne | 17                   | 16                 |
|        | Coalition démocratique   | Coalition démocratique | 9                    | 12                 |
|        | Minorité catalane        | Convergence et Union | 9                    | 8                  |
|        | Basque                   | Parti nationaliste basque | 7                    | 7                  |
|        | Socialiste basque        | Parti socialiste basque | 6                    | 6                  |
|        | Andalouciste             | Parti socialiste d'Andalousie Parti andalouciste | 5                    | 7                  |
|        | Mixte                    | Gauche basque Gauche républicaine de Catalogne Parti aragonais Herri Batasuna Union nationale Union du peuple canarien Union du peuple navarrais Union du centre démocratique | 9                    | 25                 |

| Poste                    | Titulaire                              | Titulaire                       | Parti |
| ------------------------ | -------------------------------------- | ------------------------------- | ----- |
| Président                |                                        | Landelino Lavilla               | UCD   |
| Premier vice-président   |                                        | Modesto Fraile Poujade          | UCD   |
| Premier vice-président   | Emilio Attard (22.06.1982)             |                                 | UCD   |
| Deuxième vice-président  |                                        | Luis Gómez Llorente             | PSOE  |
| Troisième vice-président |                                        | María Victoria Fernández España | CD    |
| Quatrième vice-président |                                        | Ignacio Gallego Bezarres        | PCE   |
| Premier secrétaire       |                                        | Victor María Carrascal          | UCD   |
| Deuxième secrétaire      |                                        | María Izquierdo Rojo            | PSOE  |
| Deuxième secrétaire      | Leopoldo Torres Boursault (21.11.1979) |                                 | PSOE  |
| Troisième secrétaire     |                                        | Soledad Becerril                | UCD   |
| Troisième secrétaire     | Luis de Grandes Pascual (09.02.1982)   |                                 | UCD   |
| Quatrième secrétaire     |                                        | Leopoldo Torres Boursault       | PSOE  |
| Quatrième secrétaire     | José Bono (21.11.1979)                 |                                 | PSOE  |

## IIelégislature
Élections le : 28 octobre 1982
| Groupe | Groupe                | Partis représentés | Composition initiale | Composition finale |
| ------ | --------------------- | --- | -------------------- | ------------------ |
|        | Socialiste du Congrès | Parti socialiste ouvrier espagnol Parti des socialistes de Catalogne | 202                  | 201                |
|        | Populaire du Congrès  | Alliance populaire Parti démocrate populaire Parti libéral | 105                  | 102                |
|        | Minorité catalane     | Convergence et Union | 12                   | 12                 |
|        | Centriste             | Union du centre démocratique Coalition démocratique | 12                   | 11                 |
|        | Basque (PNV)          | Parti nationaliste basque | 8                    | 8                  |
|        | Mixte                 | Parti communiste d'Espagne Gauche basque Herri Batasuna Parti socialiste unifié de Catalogne Gauche républicaine de Catalogne Centre démocratique et social Coalition démocratique | 11                   | 15                 |

| Poste                    | Titulaire | Titulaire                                      | Parti    |
| ------------------------ | --------- | ---------------------------------------------- | -------- |
| Président                |           | Gregorio Peces-Barba                           | PSOE     |
| Premier vice-président   |           | Leopoldo Torres Boursault                      | PSOE     |
| Deuxième vice-président  |           | Antonio Carro Martínez                         | AP       |
| Troisième vice-président |           | Josep Verde i Aldea                            | PSC-PSOE |
| Quatrième vice-président |           | José Miguel Bravo de Laguna                    | UCD      |
| Premier secrétaire       |           | Ciriaco de Vicente                             | PSOE     |
| Deuxième secrétaire      |           | María Victoria Fernández (jusqu'au 14.03.1986) | AP       |
| Troisième secrétaire     |           | José Manuel Pedregosa                          | PSOE     |
| Quatrième secrétaire     |           | Josep María Trías de Bés                       | CiU      |

## IIIelégislature
Élections le : 22 juin 1986
| Groupe | Groupe              | Partis représentés | Composition initiale | Composition finale |
| ------ | ------------------- | --- | -------------------- | ------------------ |
|        | Socialiste          | Parti socialiste ouvrier espagnol Parti des socialistes de Catalogne | 184                  | 182                |
|        | Coalition populaire | Coalition populaire | 84                   | 89                 |
|        | CDS                 | Centre démocratique et social | 19                   | 27                 |
|        | Minorité catalane   | Convergence et Union | 18                   | 19                 |
|        | Basque (PNV)        | Parti nationaliste basque | 6                    | 4                  |
|        | Mixte               | Parti démocrate populaire/Démocratie chrétienne Gauche basque Coalition galicienne Gauche unie Parti aragonais Groupement indépendant des Canaries Union valencienne Parti nationaliste basque Centre démocratique et social Parti socialiste ouvrier espagnol | 34                   | 24                 |

| Poste                    | Titulaire | Titulaire                 | Parti |
| ------------------------ | --------- | ------------------------- | ----- |
| Président                |           | Félix Pons                | PSOE  |
| Premier vice-président   |           | Leopoldo Torres Boursault | PSOE  |
| Deuxième vice-président  |           | Antonio Carro Martínez    | CP    |
| Troisième vice-président |           | Francisco Granados        | PSOE  |
| Quatrième vice-président |           | José Ramón Caso           | CDS   |
| Premier secrétaire       |           | Ramón Vargas-Machuca      | PSOE  |
| Deuxième secrétaire      |           | José Manuel Paredes       | CP    |
| Troisième secrétaire     |           | Irma Sirmón Calvo         | PSOE  |
| Quatrième secrétaire     |           | Josep María Trías de Bés  | CiU   |

## IVelégislature
Élections le : 29 octobre 1989
| Groupe | Groupe                                     | Partis représentés | Composition initiale | Composition finale |
| ------ | ------------------------------------------ | --- | -------------------- | ------------------ |
|        | Socialiste                                 | Parti socialiste ouvrier espagnol Parti des socialistes de Catalogne | 175                  | 175                |
|        | Populaire au Congrès                       | Parti populaire Union du peuple navarrais | 106                  | 106                |
|        | Catalan (Convergence et Union)             | Convergence et Union | 18                   | 18                 |
|        | Gauche unie - Initiative pour la Catalogne | Gauche unie Initiative pour la Catalogne Verts | 18                   | 17                 |
|        | CDS                                        | Centre démocratique et social | 14                   | 12                 |
|        | Basque (PNV)                               | Parti nationaliste basque | 5                    | 5                  |
|        | Mixte                                      | Herri Batasuna Parti andalouciste Union valencienne Parti aragonais Gauche basque Groupement indépendant des Canaries Solidarité basque Centre démocratique et social Parti populaire | 10                   | 17                 |

| Poste                    | Titulaire | Titulaire                | Parti    |
| ------------------------ | --------- | ------------------------ | -------- |
| Président                |           | Félix Pons               | PSOE     |
| Premier vice-président   |           | Juan Muñoz               | PSOE     |
| Deuxième vice-président  |           | Federico Trillo          | PP       |
| Troisième vice-président |           | Joan Marcet i Morera     | PSC-PSOE |
| Quatrième vice-président |           | Josep María Trías de Bés | CiU      |
| Premier secrétaire       |           | Ramón Vargas-Machuca     | PSOE     |
| Deuxième secrétaire      |           | Juan Carlos Aparicio     | PP       |
| Troisième secrétaire     |           | María Dolores Pelayo     | PSOE     |
| Quatrième secrétaire     |           | José Luis Núñez Casal    | IU       |

## Velégislature
Élections le : 6 juin 1993
| Groupe | Groupe                                             | Partis représentés                                                               | Composition initiale | Composition finale |
| ------ | -------------------------------------------------- | -------------------------------------------------------------------------------- | -------------------- | ------------------ |
|        | Socialiste                                         | Parti socialiste ouvrier espagnol Parti des socialistes de Catalogne             | 159                  | 159                |
|        | Populaire au Congrès                               | Parti populaire Union du peuple navarrais                                        | 141                  | 141                |
|        | Fédéral Gauche unie - Initiative pour la Catalogne | Gauche unie Initiative pour la Catalogne Verts                                   | 18                   | 18                 |
|        | Catalan (Convergence et Union)                     | Convergence et Union                                                             | 17                   | 17                 |
|        | Basque (PNV)                                       | Parti nationaliste basque                                                        | 5                    | 5                  |
|        | Coalition canarienne                               | Coalition canarienne                                                             | 4                    | 4                  |
|        | Mixte                                              | Herri Batasuna Union valencienne Parti aragonais Solidarité basque Gauche basque | 5                    | 6                  |

| Poste                    | Titulaire | Titulaire                 | Parti   |
| ------------------------ | --------- | ------------------------- | ------- |
| Président                |           | Félix Pons                | PSOE    |
| Premier vice-président   |           | José Vicente Beviá Pastor | PSOE    |
| Deuxième vice-président  |           | Federico Trillo           | PP      |
| Troisième vice-président |           | Josep López de Lerma      | CiU     |
| Quatrième vice-président |           | Luis Ramallo              | PP      |
| Premier secrétaire       |           | Milagros Frías Navarrete  | PSOE    |
| Deuxième secrétaire      |           | Juan Carlos Aparicio      | PP      |
| Troisième secrétaire     |           | Luisa Fernanda Rudi       | PP      |
| Quatrième secrétaire     |           | Emilio Olabarría          | EAJ-PNV |

## VIelégislature
Élections le : 3 mars 1996
| Groupe | Groupe                         | Partis représentés | Composition initiale | Composition finale |
| ------ | ------------------------------ | --- | -------------------- | ------------------ |
|        | Populaire au Congrès           | Parti populaire Union du peuple navarrais | 154                  | 155                |
|        | Socialiste du Congrès          | Parti socialiste ouvrier espagnol Parti des socialistes de Catalogne                                                                                     | 141                  | 141                |
|        | Fédéral de Gauche unie         | Gauche unie Initiative pour la Catalogne Verts | 21                   | 16                 |
|        | Catalan (Convergence et Union) | Convergence et Union | 16                   | 16                 |
|        | Basque (EAJ-PNV)               | Parti nationaliste basque | 5                    | 5                  |
|        | Coalition canarienne           | Coalition canarienne Union du peuple navarrais | 6                    | 4                  |
|        | Mixte                          | Bloc nationaliste galicien Gauche républicaine de Catalogne Union valencienne Solidarité basque Parti démocratique de la nouvelle gauche Parti aragonais | 5                    | 11                 |

| Poste                    | Titulaire                   | Titulaire                 | Parti    |
| ------------------------ | --------------------------- | ------------------------- | -------- |
| Président                |                             | Federico Trillo           | PP       |
| Premier vice-président   |                             | Enrique Fernández-Miranda | PP       |
| Second vice-président    |                             | Joan Marcet               | PSC-PSOE |
| Troisième vice-président |                             | Josep López de Lerma      | CiU      |
| Troisième vice-président | Ramón Companys (09.02.1999) |                           | CiU      |
| Quatrième vice-président |                             | José Vicente Beviá Pastor | PSOE     |
| Premier secrétaire       |                             | María Bernarda Barrios    | PP       |
| Deuxième secrétaire      |                             | Pedro Antonio Ríos        | IU       |
| Troisième secrétaire     |                             | Carmen del Campo          | PSOE     |
| Quatrième secrétaire     |                             | Joxe Joan González        | EAJ-PNV  |

## VIIelégislature
Élections le : 12 mars 2000
| Groupe | Groupe                         | Partis représentés | Composition initiale | Composition finale |
| ------ | ------------------------------ | --- | -------------------- | ------------------ |
|        | Populaire au Congrès           | Parti populaire Union du peuple navarrais | 179                  | 183                |
|        | Socialiste                     | Parti socialiste ouvrier espagnol Parti des socialistes de Catalogne Parti démocratique de la nouvelle gauche                                                                        | 125                  | 124                |
|        | Catalan (Convergence et Union) | Convergence et Union | 14                   | 15                 |
|        | Fédéral de Gauche unie         | Gauche unie Initiative pour la Catalogne Verts | 8                    | 8                  |
|        | Basque (EAJ-PNV)               | Parti nationaliste basque | 6                    | 7                  |
|        | Coalition canarienne           | Coalition canarienne Union du peuple navarrais | 7                    | 4                  |
|        | Mixte                          | Union aragonaisiste Initiative pour la Catalogne Verts Solidarité basque Gauche républicaine de Catalogne Parti andalou Parti socialiste ouvrier espagnol Bloc nationaliste galicien | 5                    | 9                  |

| Poste                     | Titulaire                                    | Titulaire                  | Parti    |
| ------------------------- | -------------------------------------------- | -------------------------- | -------- |
| Présidente                |                                              | Luisa Fernanda Rudi        | PP       |
| Premier vice-président    |                                              | Francisco Camps            | PP       |
| Premier vice-président    | Margarita Mariscal de Gante (09.04.2002)     |                            | PP       |
| Second vice-président     |                                              | Amparo Rubiales            | PSOE     |
| Troisième vice-présidente |                                              | Soledad Becerril           | PP       |
| Quatrième vice-président  |                                              | Josep López de Lerma       | CiU      |
| Premier secrétaire        |                                              | Joan Oliart                | PSC-PSOE |
| Deuxième secrétaire       |                                              | Gabriel Mato Adrover       | PP       |
| Deuxième secrétaire       | José Antonio Bermúdez À partir du 19/06/2003 |                            | PP       |
| Troisième secrétaire      |                                              | María Jesús Sainz          | PP       |
| Quatrième secrétaire      |                                              | Presentación Urán González | IU       |

## VIIIelégislature
Élections le : 14 mars 2004
| Groupe | Groupe                                           | Partis représentés | Composition initiale | Composition finale |
| ------ | ------------------------------------------------ | --- | -------------------- | ------------------ |
|        | Socialiste du Congrès                            | Parti socialiste ouvrier espagnol Parti des socialistes de Catalogne                                                                 | 162                  | 164                |
|        | Populaire au Congrès                             | Parti populaire Union du peuple navarrais                                                                                            | 148                  | 147                |
|        | Catalan (Convergence et Union)                   | Convergence et Union | 10                   | 10                 |
|        | Gauche républicaine (ERC)                        | Gauche républicaine de Catalogne | 8                    | 8                  |
|        | Basque (EAJ-PNV)                                 | Parti nationaliste basque | 7                    | 7                  |
|        | Gauche unie - Initiative pour la Catalogne Verts | Gauche unie Initiative pour la Catalogne Verts                                                                                       | 5                    | 5                  |
|        | Coalition canarienne - Nouvelles Canaries        | Coalition canarienne Nouvelles Canaries Parti socialiste ouvrier espagnol                                                            | 5                    | 0                  |
|        | Mixte                                            | Navarre Oui Bloc nationaliste galicien Solidarité basque Union aragonaisiste Coalition canarienne Nouvelles Canaries Parti populaire | 5                    | 9                  |

| Poste                    | Titulaire                          | Titulaire                           | Parti    |
| ------------------------ | ---------------------------------- | ----------------------------------- | -------- |
| Président                |                                    | Manuel Marín                        | PSOE     |
| Premier vice-président   |                                    | Carme Chacón                        | PSC-PSOE |
| Premier vice-président   |                                    | Carmen Calvo À partir du 26/07/2007 | PSOE     |
| Second vice-président    |                                    | Jordi Vilajoana                     | CiU      |
| Troisième vice-président |                                    | Gabriel Cisneros                    | PP       |
| Troisième vice-président | José Joaquín Martínez (04.09.2007) |                                     | PP       |
| Quatrième vice-président |                                    | Ignacio Gil Lázaro                  | PP       |
| Premier secrétaire       |                                    | María Jesús Sainz                   | PP       |
| Deuxième secrétaire      |                                    | Celia Villalobos                    | PP       |
| Troisième secrétaire     |                                    | Javier Barrero                      | PSOE     |
| Quatrième secrétaire     |                                    | Isaura Navarro                      | IU       |